# Sakaki (Nagano)
Sakaki (坂城町 Sakaki-machi?) es un pueblo en la prefectura de Nagano, Japón, localizado en la parte central de la isla de Honshū, en la región de Chūbu. El 1 de marzo de 2021 tenía una población estimada de 13 967 habitantes y una densidad de población de 260 personas por km².

## Geografía
Sakaki se encuentra en la región de Toushin, o región centro-norte de la prefectura de Nagano. Es atravesado por río Chikuma.

## Historia
El área del actual Sakaki fue parte de efímero dominio de Sakaki (1683-1702) en la antigua provincia de Shinano a principios del período Edo, y posteriormente territorio tenryō controlado directamente por el shogunato Tokugawa. El pueblo moderno de Sakaki se estableció el 1 de abril de 1889. Se anexionó las villas vecinas de Nakanojō y Nanjō el 1 de abril de 1955 y Murakami del vecino distrito de Sarashina el 1 de abril de 1960.

## Demografía
Según los datos del censo japonés, la población de Sakaki se ha mantenido relativamente estable en los últimos 50 años.
| Gráfica de evolución demográfica de Sakaki entre 1940 y 2015 |
|                                                              |
| Oficina de Estadística de Japón                              |